# 1892 Lucienne
1892 Lucienne è un asteroide della fascia principale. Scoperto nel 1971, presenta un'orbita caratterizzata da un semiasse maggiore pari a 2,4618656 UA e da un'eccentricità di 0,0906678, inclinata di 13,96310° rispetto all'eclittica.